# Ilir Kepa
Ilir Kepa (Scutari, 21 aprile 1966) è un ex calciatore albanese, di ruolo attaccante.

## Carriera

### Club
Cresciuto nel Vllaznia, squadra della sua città natale Scutari, ha militato nel club albanese dal 1987 al 1991, mettendosi in evidenza con almeno 16 reti. 
Nel 1991 si trasferisce in Belgio al RWD Molenbeek, con cui disputa tre stagioni totalizzando 44 presenze e 8 reti. 
Nella stagione 1994-1995 si accasa in Francia al Louhans-Cuiseaux, dove si distingue con 14 reti in 24 presenze. L’anno successivo gioca con la squadra riserve, il Louhans-Cuiseaux B.
Dal 1996 al 1998 milita nuovamente in Belgio con l’Olympic Charleroi, dove conclude la sua carriera agonistica.

### Nazionale
Ha collezionato 7 presenze ed un gol con la nazionale albanese.

## Statistiche

### Presenze e reti nei club
Statistiche aggiornate al 6 maggio 2005.
| Stagione                 | Squadra                  | Campionato               | Campionato | Campionato | Coppe nazionali | Coppe nazionali | Coppe nazionali | Coppe continentali | Coppe continentali | Coppe continentali | Altre coppe | Altre coppe | Altre coppe | Totale | Totale |
| Stagione                 | Squadra                  | Comp                     | Pres       | Reti       | Comp            | Pres            | Reti            | Comp               | Pres               | Reti               | Comp        | Pres        | Reti        | Pres   | Reti   |
| ------------------------ | ------------------------ | ------------------------ | ---------- | ---------- | --------------- | --------------- | --------------- | ------------------ | ------------------ | ------------------ | ----------- | ----------- | ----------- | ------ | ------ |
| 1987-1988                | Vllaznia                 | KP                       | 0          | 0          | CA              | 0               | 0               | CdC                | 2                  | 0                  | -           | -           | -           | 2      | 0      |
| 1988-1989                | Vllaznia                 | KP                       | 0          | 0          | CA              | 0               | 0               | -                  | -                  | -                  | -           | -           | -           | 0      | 0      |
| 1989-1990                | Vllaznia                 | KP                       | 0          | 0          | CA              | 0               | 0               | -                  | -                  | -                  | -           | -           | -           | 0      | 0      |
| 1990-1991                | Vllaznia                 | KP                       | 0          | 16         | CA              | 0               | 0               | -                  | -                  | -                  | -           | -           | -           | 0+     | 16+    |
| Totale Vllaznia          | Totale Vllaznia          | Totale Vllaznia          | 0          | 16         |                 | 0               | 0               |                    | 2                  | 0                  |             | -           | -           | 2+     | 16+    |
| 1991-1992                | RWD Molenbeek            | D1                       | 15         | 5          | CB              | 0               | 0               | -                  | -                  | -                  | -           | -           | -           | 15     | 5      |
| 1992-1993                | RWD Molenbeek            | D1                       | 18         | 2          | CB              | 0               | 0               | -                  | -                  | -                  | -           | -           | -           | 18     | 2      |
| 1993-1994                | RWD Molenbeek            | D1                       | 11         | 1          | CB              | 1               | 0               | -                  | -                  | -                  | -           | -           | -           | 12     | 1      |
| Totale RWD Molenbeek     | Totale RWD Molenbeek     | Totale RWD Molenbeek     | 44         | 8          |                 | 1               | 0               |                    | -                  | -                  |             | -           | -           | 45     | 8      |
| 1994-1995                | Louhans-Cuiseaux         | CFA                      | 24         | 14         | CF              | 1               | 0               | -                  | -                  | -                  | -           | -           | -           | 25     | 14     |
| 1995-1996                | Louhans-Cuiseaux B       | CFA                      | 0          | 0          | CF              | 0               | 0               | -                  | -                  | -                  | -           | -           | -           | 0      | 0      |
| 1996-1997                | Olympic Charleroi        | D2                       | 0          | 0          | CB              | 0               | 0               | -                  | -                  | -                  | -           | -           | -           | 0      | 0      |
| 1997-1998                | Olympic Charleroi        | D3                       | 0          | 0          | CB              | 0               | 0               | -                  | -                  | -                  | -           | -           | -           | 0      | 0      |
| Totale Olympic Charleroi | Totale Olympic Charleroi | Totale Olympic Charleroi | 0          | 0          |                 | 0               | 0               |                    | -                  | -                  |             | -           | -           | 0      | 0      |
| Totale carriera          | Totale carriera          | Totale carriera          | 68         | 38         |                 | 2               | 0               |                    | 2                  | 0                  |             | -           | -           | 72     | 38     |